# 轟沈 (映画)
『轟沈 印度洋潜水艦作戦記録』（ごうちん いんどようせんすいかんさくせんきろく）は1944年に製作された日本の戦争記録映画。日本映画社（日映）の製作・配給。1944年4月27日公開。

## 概要
大本営海軍報道部の監修。海軍報道班員が某潜水艦（軍事機密にあたる為、艦名や期間を明らかにせず）に乗船し、インド洋で展開する通商破壊活動を母港での出港準備から出港、インド洋への潜行・各種訓練を経て輸送船・タンカーへの魚雷攻撃、敵駆逐艦による爆雷投下に耐え無事に母港に帰投するまでを記録したものである。潜水艦内における乗組員の行動が記録されている、貴重な映像作品である。
後に、作中に登場する潜水艦は伊号第十潜水艦であり、1943年9月のインド洋における第七次作戦行動を記録したものであることが明らかにされた。このことは、長崎県佐世保市佐世保東山海軍墓地にある慰霊碑にも記載されている。ただし、機密保持のため（伊十の艦上の映像は後甲板のみしか登場しない）、映画には複数の潜水艦の映像を使用したと思われる。
映像の一部は、戦後製作された映画『潜水艦ろ号 未だ浮上せず』に流用されている。

## スタッフ
- 監督：渡辺義美、北村道沖
- 撮影：板斎小一郎、柾木与兵衛、高坂利光
- 監修：海軍報道部

## 主題歌
「轟沈 (曲)」を参照のこと。

## 轟沈（映画）をテーマにした作品
『轟沈日誌』鈴木聡司（文芸社　2019年）ISBN 978-4-286-19887-3
伊10潜水艦に乗り込んで映画『轟沈』を撮影した、実在のカメラマンを主人公とした長編戦記小説。　